# Дом здравља Вишеград
Дом здравља Вишеград јавна је здравствена установа у Републици Српској, Босна и Херцеговина у којој становници Општине Вишеград остварују своја права на примарну здравствена заштита у току 24 сата, кроз редован рад, дежурство и приправност медицинског особља.

## Положај
Дом здравља се налази у централном делу Вишеграда на адреси Улица Иве Андрића бр. 17..

## Организација
Рад у Дому здравља Вишеград организован је по моделу породичне медицине са следећим организационим целинама:

### Служба за медицинске послове
Служба за медицинске послове, као основна организациона јединица, имају следеће организационе целине:
- Службу за хитну медицинску помоћ и хитни санитетски превоз;
- Службу породичне медицине, која ради у две смене у амбулантама Међеђа, Вардиште, Добрун, Прелово,
- Амбуланту за специјалистичке консултације из гинекологије
- Амбуланту за специјалистичке консултације из педијатрије
- Службу за стоматолошку здравствену заштиту (превентивна и дјечија, односно општа стоматологија, стоматолошка лабораторија)
- Центар за физикалну рехабилитацију у заједници
- Центар за заштиту менталног здравља
- Хигијенско епидемиолошка служба
- Служба снабдевања лековима и медицинским средствима

### Служба за немедицинске послове
Служба за немедицинске послове, има следеће организационе јединице:
- Кабинет директора
- Службу за правне, опште и кадровске послове
- Службу за економско-аналитичке и финансијске послове
- Службу за увођење, праћење и побољшање квалитета и сигурности здравствених услуга
- Мртвачница

## Кадрови
Дом здравља запошљава 61 радника, од тога:
- 11 лекара опште праксе и специјалиста
- 30 медицинских техничара
- 20 радника осталих струка